# Лейбористская партия (Шотландия)
Шотландская лейбористская партия (гэльск. Pàrtaidh Làbarach na h-Alba; скотс Scots Labour Pairty; англ. Scottish Labour Party) — часть Лейбористской партии Великобритании, действующей в Шотландии. Идеологически социально-демократическая и юнионистская. Занимает 22 из 129 мест в Шотландском парламенте и 37 из 57 шотландских мест в Палате общин. Она представлена 262 из 1227 местных советников по всей Шотландии. У Шотландской лейбористской партии нет отдельного главного организатора партии в Вестминстере.
На протяжении последних десятилетий XX века и первых лет XXI века лейбористы доминировали в политике Шотландии, получая наибольшую долю голосов в Шотландии на каждых всеобщих выборах Великобритании с 1964 по 2010 год, на каждых выборах в Европейский парламент с 1984 по 2004 год и на первых двух выборах в Шотландский парламент в 1999 и 2003 годах. После этого Шотландская лейбористская партия сформировала коалицию с Шотландскими либеральными демократами, образовав большинство в Шотландском правительстве. В последнее время, особенно после референдума о независимости Шотландии в 2014 году, партия пережила значительный спад, теряя позиции преимущественно в пользу Шотландской национальной партии, которая выступает за независимость Шотландии от Великобритании. На всеобщих выборах 2015 года шотландские лейбористы потерпели одно из своих самых тяжелых поражений, оставшись с одним местом в Палате общин — Эдинбург-Юг, и потеряв 40 из 41 места в пользу ШНП. Это был первый случай, когда партия не доминировала в Шотландии с тех пор, как Консервативная партия одержала сокрушительную победу в 1959 году. На выборах в Шотландский парламент 2016 года партия потеряла 13 из 37 мест, став третьей по величине партией после того, как её обошли шотландские консерваторы.
На всеобщих выборах 2017 года шотландские лейбористы улучшили свои позиции, получив шесть мест от ШНП, доведя общее количество мест до семи и завоевав 27% голосов. Это был первый случай с всеобщих выборов 1918 года, 99 лет назад, когда лейбористы заняли третье место на всеобщих выборах в Шотландии. В целом, всеобщие выборы 2017 года стали первыми за двадцать лет, когда Лейбористская партия достигла чистого прироста мест в Великобритании на любых выборах. Однако успех был кратковременным, и на всеобщих выборах 2019 года лейбористы потеряли все новые места, полученные двумя годами ранее, и снова остались с Эдинбург-Юг как единственным шотландским местом в Палате общин. Иэн Мюррей является депутатом от этого округа с 2010 года и в настоящее время является одним из самых долгосрочных депутатов Шотландии. Всеобщие выборы 2019 года стали худшим результатом для лейбористов на национальном уровне за 84 года, с наименьшей долей голосов в Шотландии с всеобщих выборов в декабре 1910 года. На выборах в Шотландский парламент 2021 года лейбористы ещё больше снизили свои позиции, достигнув наименьшего числа мест в Холируд с момента установления децентрализации в 1999 году, с 22 депутатами, вернувшимися в Шотландский парламент. Несмотря на это, Анаc Саруар остался лидером. Местные выборы в Шотландии 2022 года принесли лейбористам 20 дополнительных мест в местных советах Шотландии с незначительным увеличением доли голосов. На всеобщих выборах 2024 года шотландские лейбористы получили 37 мест, став крупнейшей партией в Шотландии.